# Minicase
Minicase (Tiny House, Big Living) è un docu-reality statunitense, andato in onda dal 2014 al 2018 su HGTV e trasmesso in Italia dalla versione italiana della rete.

## Format
La trasmissione segue l'attività di una famiglia o di un single, disposti a vendere la propria abitazione per acquistare una casa di dimensioni ridotte. In ogni puntata gli acquirenti acquistano una minicasa e la ristrutturano secondo le proprie esigenze con lavori fai da te.

## Episodi
| Stagione         | Puntate | Prima TV USA | Prima TV Italia |
| ---------------- | ------- | ------------ | --------------- |
| Prima stagione   | 14      | 2014-2015    | 2017            |
| Seconda stagione | 14      | 2016         | 2021            |
| Terza stagione   | 14      | 2016         | Inedita         |
| Quarta stagione  | 14      | 2017         | Inedita         |
| Quinta stagione  | 14      | 2017         | Inedita         |
| Sesta stagione   | 13      | 2017         | Inedita         |
| Settima stagione | 14      | 2017-2018    | Inedita         |

### Stagione 1[3]
| nº | Titolo                                         | Prima TV USA | Prima TV Italia |
| -- | ---------------------------------------------- | ------------ | --------------- |
| 1  | La minicasa su ruote di Jenna e Guillaume      | 2014         | 2017            |
| 2  | La piccola casa nella prateria di Derek e Mary | 2014         | 2017            |
| 3  | Il caravan moderno di Chloe e Brandon          | 2015         | 2017            |
| 4  | Il minicasolare dell'universitaria             | 2015         | 2017            |
| 5  | Una minicasa per creature speciali             | 2015         | 2017            |
| 6  | Minicasa con terrazzo sul tetto per Jenn       | 2015         | 2017            |
| 7  | La minicasa di lusso di Jewel Pearson          | 2015         | 2017            |
| 8  | La minicasa di Kansas City di Austin e Kaytlyn | 2015         | 2017            |
| 9  | Le miniaziende vinicole di Jarrod e Ali        | 2015         | 2017            |
| 10 | Il cottage su ruote di Kris e Betty            | 2015         | 2017            |
| 11 | La minicasa ecologica di Rob                   | 2015         | 2017            |
| 12 | La minicasa-bus di Charles e Dakota            | 2015         | 2017            |
| 13 | La minicasa su strada di Mark e Angela         | 2015         | 2017            |
| 14 | La straordinaria minicasa espandibile          | 2015         | 2017            |

### Stagione 2
| nº | Titolo                           | Prima TV USA | Prima TV Italia |
| -- | -------------------------------- | ------------ | --------------- |
| 1  | Minicasa alle Hawaii             | 2016         | 2021            |
| 2  | Minicasa per vita outdoor        | 2016         | 2021            |
| 3  | Minicasa fai da te               | 2016         | 2021            |
| 4  | Minicasa ecologica               | 2016         | 2021            |
| 5  | Minicasa per coppia              | 2016         | 2021            |
| 6  | Minicasa e minicucina            | 2016         | 2021            |
| 7  | Minicasa per tre                 | 2016         | 2021            |
| 8  | Minicasa da finire               | 2016         | 2021            |
| 9  | Minicasa con riciclo             | 2016         | 2021            |
| 10 | Minicasa con muro da arrampicata | 2016         | 2021            |
| 11 | Casa autosufficiente             | 2016         | 2021            |
| 12 | Minicasa su scuolabus            | 2016         | 2021            |
| 13 | Senza pensieri                   | 2016         | 2021            |
| 14 | Minicasa al caldo                | 2016         | 2021            |